# Erateina semilugens
Erateina semilugens là một loài bướm đêm trong họ Geometridae.